# Пепел от рози
Пепел от рози е четвъртият студиен албум на певицата Анелия. Издаден е от Пайнер на 5 октомври 2006 година и включва 10 песни. Основни композитори и аранжори в албума е Тодор Димитров-Токича и Пламен Стойчев, а основен текстописци Мая Димитрова, Тодор Димитров-Токича, Пламен Стойчев и Крамена Димитрова. Съдържа хитовете ѝ „Само за миг“, „До зори“ и „Ден без теб“. 

## Песни
| #  | Песен                       | Музика                | Аранжимент            | Текст                             | Времетраене |
| -- | --------------------------- | --------------------- | --------------------- | --------------------------------- | ----------- |
| 1  | Само за миг                 | Тодор Димитров-Токича | Тодор Димитров-Токича | Тодор Димитров-Токича             | 03:34       |
| 2  | Само мой                    | Тодор Димитров-Токича | Тодор Димитров-Токича | Мая Димитрова                     | 03:08       |
| 3  | Вятър в косите ти           | Пламен Стойчев        | Пламен Стойчев        | Мая Димитрова                     | 03:50       |
| 4  | Щом си до мен               | Пламен Стойчев        | Пламен Стойчев        | Мая Димитрова                     | 04:39       |
| 5  | Отивам си, защото те обичам | Пламен Стойчев        | Пламен Стойчев        | Мая Димитрова                     | 03:51       |
| 6  | Пепел от рози               | Тодор Димитров-Токича | Тодор Димитров-Токича | Пламен Стойчев                    | 03:12       |
| 7  | Ще те забравя               | Пламен Стойчев        | Пламен Стойчев        | Мая Димитрова                     | 03:50       |
| 8  | До зори                     | Тодор Димитров-Токича | Тодор Димитров-Токича | Мая Димитрова и Крамена Димитрова | 04:44       |
| 9  | Прегръщай ме                | Пламен Стойчев        | Пламен Стойчев        | Мая Димитрова                     | 03:50       |
| 10 | Ден без теб                 | Тодор Димитров-Токича | Тодор Димитров-Токича | Мая Димитрова                     | 03:45       |

## Видеоклипове
| Видеоклип         | Премиера | Албум         | Режисьор        |
| ----------------- | -------- | ------------- | --------------- |
| До зори           | 2006     | Пепел от рози | Николай Скерлев |
| Само за миг       | 2006     | Пепел от рози | Николай Скерлев |
| Вятър в косите ти | 2006     | Пепел от рози | Николай Скерлев |
| Ден без теб       | 2006     | Пепел от рози | Николай Скерлев |
| Щом си до мен     | 2007     | Пепел от рози | Николай Скерлев |

## ТВ Версии
| Видеоклип                   | Албум         | Програма                              |
| --------------------------- | ------------- | ------------------------------------- |
| Пепел от рози               | Пепел от рози | Коледна програма „Коледно настроение“ |
| Само мой                    | Пепел от рози | Новогодишна програма „Звездна феерия“ |
| Ще те забравя               | Пепел от рози | Пролетно парти 2007                   |
| Отивам си, защото те обичам | Пепел от рози | Пролетно парти 2007                   |

## Музикални успехи и награди
| Получател   | Музикални успехи и награди                                                    | -            |
| ----------- | ----------------------------------------------------------------------------- | ------------ |
| До зори     | Първо място в класацията за авторска песен, за фолк хит и за видеоклип (2006) | сп. Нов фолк |
| Само за миг | Първо място в класацията за авторска песен, за фолк хит и за видеоклип (2006) | сп. Нов фолк |
| Само за миг | Лидер в тазгодишната онлайн-класация Eurodance (2007)                         | Eurodance    |

## Музикални изяви

### Участия в концерти
- Турне „Планета Прима“ 2006 – изп. „Само за миг“, „Всичко води към теб“, „Не знаеш“, „Искам те“, „Не спирай“, „До зори“, „Не мога да спра да те обичам“ и „Обичай ме“
- Концерт „Планета Мура Мега“ – изп. „Само за миг“, „Всичко води към теб“, „Не знаеш“, „Искам те“ и „До зори“
- 5 години телевизия „Планета“ – изп. „Само за миг“, „До зори“, „Вятър в косите ти“ и „Всичко води към теб“
- Награди на телевизия „Планета“ за 2006 г. – изп. „Само за миг“
- Концерт „Добра среща приятели“ – изп. „Само за миг“ и „Щом си до мен“
- Турне „Планета Дерби“ 2007 – изп. „Ти си слънцето в мен“, „Щом си до мен“, „До зори“, „Вятър в косите ти“, „Не знаеш“, „Само за миг“, „Всичко води към теб“ и „Завинаги“

## Гост музиканти
- Николай Радев – китара и бузуки
- Тураман – кларнет